# 布雷萨纳博塔罗内
布雷萨纳博塔罗内（義大利語：Bressana Bottarone），是意大利帕维亚省的一个市镇。总面积13.05平方公里，人口3548人，人口密度271.9人/平方公里（2009年）。国家统计（ISTAT）代码为018023。